# Macrobrachium clymene
Macrobrachium clymene is een garnalensoort uit de familie van de Palaemonidae. De wetenschappelijke naam van de soort is voor het eerst geldig gepubliceerd in 1902 door De Man.